# Johan Nyberg (nykterist)
Johan Sigfrid Nyberg, född 29 mars 1887 i Östra Karaby socken, död 22 augusti 1959 i Stockholm, var en skräddare och nykterhetskämpe.
Johan Nyberg var son till lantbrukaren Nils Nyberg. Han sattes efter avslutad skolgång i skräddarlära. Efter att ha förkovrat sig i sitt yrke under vistelse i Köpenhamn och Tyskland 1911–1912, slog han sig 1913 ned i Stockholm, där han anställdes hos skrädderifirman Gustaf Wirgin, en firma han övertog 1926. Nyberg kom tidigt att engagera sig i såväl nykterhets- som arbetarrörelsen, blev ordförande i Östra Karabys arbetarekommun innan han fyllt 20 år och var 1908–1912 sekreterare och kassör i Skånes distrikt av Nykterhetsorganisationen Verdandi (NOV). Han var sekreterare och kassör i Stockholms distrikt av NOV 1914–1924 och var ordförande i NOV:s förbundsstyrelse 1923–1946. 1934–1940 var han därutöver ordförande i Sveriges nykterhetsvänners landsförbund. Från 1939 var Nyberg ordförande i Internationella socialistiska nykterhetsförbundet. Han innehade flera kommunala förtroendeuppdrag, bland annat var han stadsfullmäktig i Stockholm 1937–1938 för socialdemokraterna. Han var verksam inom Skräddaremästarnas riksförbund från dess bildande 1937, var från 1938 redaktör för förbundsorganet Skräddaremästaren och från 1942 förbundets ordförande.